# Qualificazioni alla AFC Challenge Cup 2014
Questa voce raccoglie un approfondimento sugli incontri di qualificazione alla AFC Challenge Cup 2014.

## Formato
Alle qualificazioni hanno partecipato venti squadre, con il debutto delle Isole Marianne Settentrionali, membro associato della AFC. A partire da questa edizione, la nazionale del paese organizzatore (per il 2014 le Maldive) è stata ammessa direttamente alla fase finale.

Le venti squadre sono state divise in 5 gruppi di 4. Ogni gruppo prevedeva partite di sola andata da giocarsi in una sede unica. Le vincenti dei 5 gironi e le due migliori seconde classificate si sono qualificate per la fase finale.

| Urna 1 (ospitanti)                                   | Urna 2                                                        | Urna 3                                                         | Urna 4                                                             |
| ---------------------------------------------------- | ------------------------------------------------------------- | -------------------------------------------------------------- | ------------------------------------------------------------------ |
| - Kirghizistan - Laos - Birmania - Nepal - Filippine | - Turkmenistan - Palestina - Tagikistan - India - Afghanistan | - Pakistan - Bangladesh - Sri Lanka - Taipei cinese - Cambogia | - Macao - Mongolia - Brunei - Guam - Isole Marianne Settentrionali |

## Gruppi

### Gruppo A

#### Classifica
| Pos. | Squadra       | Pt | G | V | N | P | GF | GS | DR |
| ---- | ------------- | -- | - | - | - | - | -- | -- | -- |
| 1.   | Birmania      | 7  | 3 | 2 | 1 | 0 | 7  | 1  | +6 |
| 2.   | India         | 6  | 3 | 2 | 0 | 1 | 6  | 2  | +4 |
| 3.   | Guam          | 3  | 3 | 1 | 0 | 2 | 3  | 9  | -6 |
| 4.   | Taipei cinese | 1  | 3 | 0 | 1 | 2 | 2  | 6  | -4 |

| Arbitro: | Fahad Al-Mirdasi |

|                                |           |                 |
| Jewel Raja 40’ Robin Singh 90’ | Marcatori | 54’ Lee Tai-Lin |

| Arbitro: | Mohammad Abu Loum |

|                                                                                       |           |  |
| Soe Min Oo 26’ Kyi Lin 40’ (rig.) Phae Phyo Aung 45+2’ Pai Soe 50’ Kyaw Zayar Win 80’ | Marcatori |  |

| Arbitro: | Khurram Shahzad |

|  |           |                                               |
|  | Marcatori | 49’, 90+1’ Chhetri 68’ Miranda 79’ Jewel Raja |

| Arbitro: | Ko Hyung-Jin |

|                           |           |                   |
| Lee Meng-Chian 80’ (rig.) | Marcatori | 18’ Soe Kyaw Kyaw |

| Arbitro: | Fahad Al-Mirdasi |

|  |           |                               |
|  | Marcatori | 15’, 78’ Cunliffe 54’ Mariano |

| Arbitro: | Mohammad Abu Loum |

|                |           |  |
| Soe Min Oo 75’ | Marcatori |  |

### Gruppo B

#### Classifica
| Pos. | Squadra      | Pt | G | V | N | P | GF | GS | DR |
| ---- | ------------ | -- | - | - | - | - | -- | -- | -- |
| 1.   | Kirghizistan | 9  | 3 | 3 | 0 | 0 | 3  | 0  | +3 |
| 2.   | Tagikistan   | 6  | 3 | 2 | 0 | 1 | 4  | 1  | +3 |
| 3.   | Pakistan     | 3  | 3 | 1 | 0 | 2 | 2  | 2  | 0  |
| 4.   | Macao        | 0  | 3 | 0 | 0 | 3 | 0  | 6  | -6 |

| Arbitro: | Masoud Tufaylieh |

|              |           |  |
| Maḩmudov 89’ | Marcatori |  |

| Arbitro: | Ali Sabah Adday |

|              |           |  |
| Tetteh 45+1’ | Marcatori |  |

| Arbitro: | Jameel Juma Abdulhusain |

|  |           |                                 |
|  | Marcatori | 56’, 90+2’ Ismailov 82’ Ėrgašev |

| Arbitro: | Ammar Al-Jeneibi |

|  |           |           |
|  | Marcatori | 1’ Tetteh |

| Arbitro: | Jameel Juma Abdulhusain |

|                                   |           |  |
| Bashir 44’ (rig.) Kalim Ullah 70’ | Marcatori |  |

| Arbitro: | Masoud Tufaylieh |

|            |           |  |
| Tetteh 41’ | Marcatori |  |

### Gruppo C

#### Classifica
| Pos. | Squadra     | Pt | G | V | N | P | GF | GS | DR |
| ---- | ----------- | -- | - | - | - | - | -- | -- | -- |
| 1.   | Afghanistan | 7  | 3 | 2 | 1 | 0 | 3  | 1  | +2 |
| 2.   | Laos        | 5  | 3 | 1 | 2 | 0 | 6  | 4  | +2 |
| 3.   | Sri Lanka   | 3  | 3 | 1 | 0 | 2 | 5  | 5  | 0  |
| 4.   | Mongolia    | 1  | 3 | 0 | 1 | 2 | 1  | 5  | -4 |

| Arbitro: | Muhammad Taqi Al-Jaafari |

|           |           |  |
| Arzou 45’ | Marcatori |  |

| Arbitro: | Ali Shaban |

|                  |           |                   |
| Sayyabounsou 33’ | Marcatori | 45+2’ Tumenjargal |

| Arbitro: | Win Cho |

|  |           |           |
|  | Marcatori | 59’ Arzou |

| Arbitro: | Mukhtar Al-Yarimi |

|                                 |           |                                                                        |
| Mudiyanselage 74’ Gunaratne 81’ | Marcatori | 31’ (rig.) Vongchiengkham 47’ Sayyabounsou 71’ Sayyaboun 77’ Phimmasen |

| Arbitro: | Muhammad Taqi Al-Jaafari |

|                               |           |  |
| Gunaratne 55’ Migara 58’ (88) | Marcatori |  |

| Arbitro: | Ali Shaban |

|                |           |            |
| Sayavutthi 30’ | Marcatori | 58’ Ahmadi |

### Gruppo D

#### Classifica
| Pos. | Squadra                       | Pt | G | V | N | P | GF | GS | DR  |
| ---- | ----------------------------- | -- | - | - | - | - | -- | -- | --- |
| 1.   | Palestina                     | 7  | 3 | 2 | 1 | 0 | 10 | 0  | +10 |
| 2.   | Bangladesh                    | 6  | 3 | 2 | 0 | 1 | 6  | 1  | +5  |
| 3.   | Nepal                         | 4  | 3 | 1 | 1 | 1 | 6  | 2  | +4  |
| 4.   | Isole Marianne Settentrionali | 0  | 3 | 0 | 0 | 3 | 0  | 19 | -19 |

| Arbitro: | Mohd Amirul Izwan Bin Yaacob |

|           |           |  |
| Theeb 78’ | Marcatori |  |

| Arbitro: | Fan Qi |

|                                                             |           |  |
| Khawas 4’, 41’, 72’ Sahukhala 30’ Tamang 60’ (rig.) Rai 68’ | Marcatori |  |

| Arbitro: | Mohanad Qasim |

|  |           |                                                                                        |
|  | Marcatori | 7’, 76’, 82’ Salem 21’ (rig.), 27’ Abuhabib 23’, 90+1’ Attieh 68’ Theeb 83’ Abugharqud |

| Arbitro: | Fahad Jaber Al-Marri |

|                      |           |  |
| Rony 28’ (rig.), 57’ | Marcatori |  |

| Arbitro: | Mohd Amirul Izwan Bin Yaacob |

|                                   |           |  |
| Ahmed 2’, 83’ Rony 37’ Linkon 90’ | Marcatori |  |

| Kathmandu 6 marzo 2013, ore 17:05 UTC+5:45 | Nepal  | 0 – 0 referto | Palestina | Dasarath Rangasala Stadium (12.000 spett.)\| Arbitro: \| Fan Qi \| |
| Arbitro:                                   | Fan Qi |               |           |                                                                    |

### Gruppo E
- Il 20 marzo 2013, il Brunei ha annunciato il proprio ritiro a causa di "circostanze inevitabili"[1][2]. In tutte le partite previste è stata assegnata la vittoria a tavolino per 3-0 agli avversari[3].

#### Classifica
| Pos. | Squadra      | Pt | G | V | N | P | GF | GS | DR  |
| ---- | ------------ | -- | - | - | - | - | -- | -- | --- |
| 1.   | Filippine    | 9  | 3 | 3 | 0 | 0 | 12 | 0  | +12 |
| 2.   | Turkmenistan | 6  | 3 | 2 | 0 | 1 | 10 | 1  | +9  |
| 3.   | Cambogia     | 3  | 3 | 1 | 0 | 2 | 3  | 15 | -12 |
| 4.   | Brunei       | 0  | 3 | 0 | 0 | 3 | 0  | 9  | -9  |

| Arbitro: | Chris Beath |

|                                                                                     |           |  |
| Amanow 7’ Baýramow 23’, 36’ Thavrak 41’ (aut.) Şamyradow 74’ Abylow 81’ Batyrow 87’ | Marcatori |  |

| Manila 22 marzo 2013, ore 19:30 UTC+8 | Filippine | 3 – 0 a tavolino | Brunei | Rizal Memorial Stadium |

| Manila 24 marzo 2013, ore 16:30 UTC+8 | Brunei | 0 – 3 a tavolino | Turkmenistan | Rizal Memorial Stadium |

| Arbitro: | Nivon Robesh |

|  |           |                                                                             |
|  | Marcatori | 26’, 31’, 34’, 88’ P. Younghusband 45’, 58’ Patiño 46’ Schröck 90’ de Murga |

| Manila 26 marzo 2013, ore 16:30 UTC+8 | Cambogia | 3 – 0 a tavolino | Brunei | Rizal Memorial Stadium |

| Arbitro: | Wang Di |

|                 |           |  |
| P. Younghusband | Marcatori |  |

### Confronto tra le seconde classificate
Dato che nel gruppo E c'è una squadra in meno rispetto agli altri gironi, a causa del ritiro di Brunei dal torneo, le partite contro le squadre classificatesi al quarto posto degli altri gironi non sono valide per il conteggio dei punti delle migliori seconde squadre.
| Gr. | Squadra      | Pt | G | V | N | P | GF | GS | DR |
| --- | ------------ | -- | - | - | - | - | -- | -- | -- |
| C   | Laos         | 4  | 2 | 1 | 1 | 0 | 5  | 3  | +2 |
| E   | Turkmenistan | 3  | 2 | 1 | 0 | 1 | 7  | 1  | +6 |
| A   | India        | 3  | 2 | 1 | 0 | 1 | 4  | 1  | +3 |
| D   | Bangladesh   | 3  | 2 | 1 | 0 | 1 | 2  | 1  | +1 |
| B   | Tagikistan   | 3  | 2 | 1 | 0 | 1 | 1  | 1  | 0  |